# Saudi Aramco
Saudi Aramco (arabsky: ارامكو السعودية) je saúdskoarabská státní ropná společnost. Je největší ropnou společností na světě z hlediska těžby i zásob ropy. V roce 2009 vytěžila 2 888 milionů barelů ropy, což je asi 10 % světové produkce ropy. Společnost těží ropu a zemní plyn na více než 100 ropných polích, mj. i na ropném poli Ghawar (největší suchozemské pole na světě) či Safaniya (největší mořské ropné pole). Podle výzkumu Climate Accountability Institute je to společnost s největším příspěvkem znečištění oxidem uhličitým na světě (59,26 mld. tun CO2 vypuštěného do atmosféry od roku 1965).

## Historie
Společnost byla založena v roce 1933 jako California-Arabian Standard Oil Company, jako dceřiná společnost Standard Oil of California, která získala koncesi na průzkum a těžbu ropy v Saúdské Arábii. V roce 1936 zakoupila polovinu společnosti Texas Oil Company, tou dobou ještě stále nebylo nalezeno žádné komerčně využitelné ropné pole. To bylo nalezeno až v roce 1938 v lokalitě Dammam, několik kilometrů severně od města Zahrán (dnešní sídlo společnosti). V roce 1944 se společnost přejmenovala na Arabian American Oil Company (arabsko-americká ropná společnost, zkráceně Aramco). V roce 1948 se podíl stávajících akcionářů snížil na 60 % a dalšími akcionáři se staly Standard Oil of New Jersey (30 %) a Socony-Vacuum Oil Company (10 %).
V roce 1950 král Abdul al-Azíz al-Saúd pohrozil znárodněním celého ropného průmyslu, výsledkem byla dohoda o 50% zdanění zisků Aramca. Sídlo společnosti se také přesunulo z New Yorku do Zahránu. Kvůli americké podpoře Izraele v Jomkipurské válce v roce 1973 saúdskoarabský stát koupil 25% podíl ve společnosti, o rok později zvýšil svůj podíl na 60 %. Celou společnost pak získal v roce 1980, následkem tohoto se pak v roce 1980 jméno společnosti změnilo na Saudi Aramco.
11. prosince 2019 proběhla první veřejná nabídka akcií firmy na Saúdské burze (tadawul). Saúdská vláda prodala 1,5 % akcii firmy celkově za 26 miliard dolarů.